# Безпощадний Павло Григорович
Павло́ Григо́рович Безпоща́дний (справжнє прізвище — Іванов; нар. 29 червня (12 липня) 1896, Всеславль, Смоленська губернія, Російська імперія — пом. 25 травня 1968, Горлівка, Донецька область, УРСР, СРСР)  — український, європейський, російський і радянський поет. Автор крилатого вислову: «Донбас ніхто не ставив на коліна. І нікому поставить не дано!». Його зятем є український російськомовний поет Борис Ластовенко. 

## Життєпис
Народився 29 червня (12 липня) 1896 року в селі Всеславль Смоленської губернії (нині село Сеславль, Брянська область) в сім'ї селянина-бідняка. Його матір звали Юлія Олександрівна. Його дід був кріпаком. У майбутнього поета було 17 рідних братів і сестер. Через скруту його батько переїжджає на Донбас, де вмирає після травми, отриманої в шахті. За іншої інформації, у нього не було батька, а був вітчим Григорій Борисов. У 1907—1917 роках Павло працює вибирачем породи, лампоносом, вагонником, коногоном на Селезнівських рудниках (нині місто Перевальськ).

### Громадянська війна
У 1918 році пішов добровольцем до Червоної Армії, служив телефоністом на фронтах громадянської війни на теренах країн колишньої Російської імперії. Через три роки повернувся додому, на свій рудник, який став називатися «Паризька комуна», і знову став працювати шахтарем. Після повернення додому Павло Безпощадний активно почав займатися самоосвітою, знайомитися з творчістю Маяковського, Дем'яна Бідного, Свєтлова, Сосюри, Жарова, Багрицького, Ушакова.
Перші вірші опублікував 18 травня 1924 року в газеті «Кочегарка», місто Бахмут. Тоді ж залишив шахтарську працю і перейшов працювати в газету у відділ листів.
Про першу появу Павла в редакції «Забою» Борис Горбатов залишив такі спогади: «Скромний і боязкий, він прийшов у „Забой“ через стінну газету; прийшов з кострубатими коломийками, простими і зворушливими віршами — прийшов і відразу полюбився шахтарській масі … Може бути, саме він виросте в великого пролетарського письменника і разом із собою принесе в літературу любов до понурих шахт і простих людей».
У перші роки творчості Павло Безпощадний разом з своїм другом Чорним Діденком проводив велику організаторську і дослідницьку роботу. Вони збирали старий і новий шахтарський фольклор, допомагали літературним гурткам і бібліотекам. Активно працював над об'єднанням донбаських літераторів у Союзі пролетарських письменників Донбасу «Забой».
У 1930 році вийшла «Кам'яна книга» Павла Безпощадного про роботу над нею Іван Ле залишив такі спогади: «Я пам'ятаю його в період найпліднішого творчого розквіту, пишаюся тим, що його „Каменную книгу“, першу збірку натхненних поезій, компонував своїми руками. Як мудрували ми з кадровими шахтарями, щоб надати обкладинці справді „кам'яновугільного“ вигляду! Фотографували пласти, окремі грудки антрациту. Фотографували в сонячних променях і в світлі шахтарської лампи…».
1932 року переїхав до Горлівки, куди була переведена редакція газети «Кочегарка».

### У Середній Азії
У роки Другої світової війни поета не призвали в армію за станом здоров'я.
В 1941 році був евакуйований до Середньої Азії. Під час перебування в евакуації в Таджикистані в місті Душанбе ним була написана збірка «На батьківщині друзів» 1941—1943 рік.

### Повернення на Донбас
Відразу після звільнення Донбасу повернувся в Україну, спершу в Краснодон, потім в Ворошиловград (нині Луганськ).
На початку 50-х років назавжди повернувся в Горлівку, де і помер 25 травня 1968 року.

## Сім'я та оточення
У 34 роки одружився з 18-річною Єлизаветою Абрамівною. В 1943 році народився син, в 1945 і 1947 дві дочки. Наймолодша дочка Віра Павлівна Безпощадна, одружена з українським поетом Борисом Яковичем Ластовенком. 
Одним з його близьких друзів був письменник Леонід Жариков, який у своїх книгах використовував деякі епізоди з його життя. 

## Цитати про письменника
Павло Безпощадний — найпопулярніший поет у Донбасі. Його поезія — поезія шахти, поезія чорного золота.
Баглюк Григорій Микитович
Павло Безпощадний вже тоді, в 1934 році, був провідним поетом Донбасу. Людина дуже скромна, до комічного сором'язливий, він, втім, не надавав значення похвалам критики на його адресу, тримався з молодими літераторами на рівних і був ними любимим.
Петро Северів

## Творчість
У 20-х роках друкувався в газеті «Кочегарка» та журналі «Забой».
У 1930 році вийшла у світ перша збірка віршів «Каменная книга».
Автор збірок:
- «Наследие», «Родина», «Шахтерские песни», «Над шахтой летят журавли», «Всегда с Донбассом».

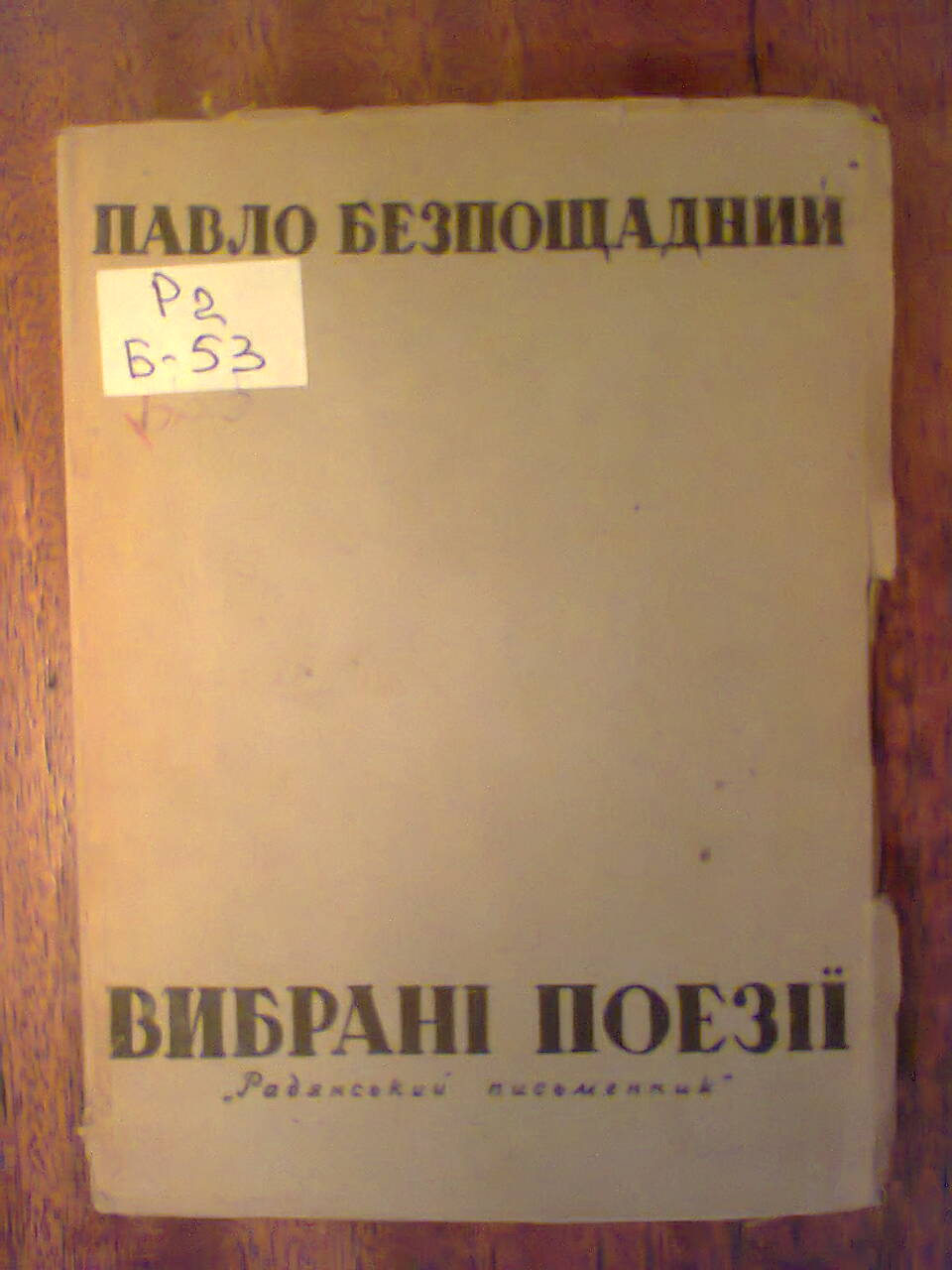
Збірка віршів українською мовою «Вибрані поезії» видані в 1930-ті роки на хвилі коренізації

- Вибрані поезії. К., 1947.

## Збірки віршів
- «Каменная книга» (1930)
- «Год в „Кочегарке“» (1934)
- «Наследство» (1935)
- «Стихи» (1936)
- «Родина» (1938)
- «Родное» (1946)
- «Заветная звезда» (1947)
- «Шахтерские песни» (1948)
- «Песни труда» (1949)
- «Избранное» (1950)
- «Степь Донецкая» (1950)
- «Избранное» (1955)
- «Горный пламень» (1957)
- «Шахтёрские поэмы» (1959)
- «Сталино» (1959)
- «Донецкие просторы» (1961)
- «Стихи» (1964)
- «Избранное. Стихи, песни, поэмы» (1965)
- «Избранное» (1965)
- «Каменная лирика» (1968)

## Крилаті вирази
- Донбас ніхто не ставив на коліна і нікому поставити не дано.[8]

## Нагороди
- Кавалер ордена Леніна
- Кавалер ордена Трудового Червоного Прапора (двічі)
- Почесний шахтар СРСР